# Американський президент (фільм)
«Америка́нський президе́нт» (англ. The American President) — кінофільм, що поєднує два жанри — романтичної комедії та драми. Режисером картини був Роб Райнер. Початок релізу в кінотеатрах США — з 17 листопада 1995 року.
Фільм став однією з найкращих любовних історій «Сто років... сто пристрастей» (75-те місце), складений Американським інститутом кіномистецтва у 2002 році.

## Сюжет
Вигадана історія кохання овдовілого Президента США Ендрю Шепарда і привабливої лобістки Сідні Уайд, на тлі політичних інтриг у вищих сферах влади й боротьби за утвердження федеральних законопроєктів.

## У ролях
| Актор           | Роль                                                      |
| --------------- | --------------------------------------------------------- |
| Майкл Дуглас    | президент США від партії демократів Ендрю Шепард          |
| Аннетт Бенінг   | політичний консультант Сідні Вейд                         |
| Мартін Шин      | голова адміністрації президента Ей. Джі Маккінерні        |
| Дейвид Пеймер   | заступник голови адміністрації президента Леон Кодак      |
| Майкл Джей Фокс | помічник президента з внутрішньої політики Льюїс Ротшильд |
| Річард Дрейфус  | сенатор-республіканець Боб Рамсон                         |
| Анна Дівер Сміт | прес-секретар Білого дому Роберт Макколл                  |
| Ніна Семашко    | Бет Вейд, сестра Сідні                                    |

## Цікаві факти
- «Американський президент» був позитивно сприйнятий критикою і номінований на різні премії, хоча так і не отримав будь-якої відомої нагороди. Композитор Марк Шайман був висунений на «Оскар» в номінації «Найкраща музика до музичного або комедійного фільму». Фільм отримав п'ять номінацій «Золотого глобуса» в комедійних категоріях: найкращий режисер, найкращий сценарій, найкращі актор і актриса, найкраща комедійна кінокартина.
- Загальні касові збори в міжнародному кінопрокаті склали близько 108 млн доларів США[2].